# Place Joseph-Malval
La Place Joseph-Malval, également nommée Place Malval, est une place de la commune de Nancy, comprise au sein du département de Meurthe-et-Moselle, en région Lorraine.

## Situation et accès
La place Joseph-Malval est sise au sein de la Vieille-Ville de Nancy, dans le Quartier Saint-Epvre à proximité immédiate de l'église Saint-Epvre et de la place éponyme. La place relie la place de la Carrière à la Grande-Rue.

## Origine du nom
La place est nommée d'après Joseph Malval, maire de Nancy du 19 mai 1929 au 13 mai 1933.

## Historique
Cette place se nommait primitivement « Place où est la Grande Fontaine », puis « Place Saint-Epvre », durant cinq siècles. À la Révolution, la voie adopta le nom de « Place de l'Union » avant de prendre sa dénomination actuelle en 1934.

## Bâtiments remarquables et lieux de mémoire
Deux monuments historiques répertoriés, d'après leurs notices Mérimée, place Joseph-Malval sont en fait situés actuellement Place Saint-Epvre :
- no 5 : Immeuble, dont le puits situé dans la cour est classé au titre des monuments historiques par arrêté du 16 septembre 1946[2].
- no 7 : Immeuble dont la maison, y compris le puits, est inscrite au titre des monuments historiques par arrêté du 9 septembre 1992[3].